# Avon Lake
Avon Lake är en stad i Lorain County i norra Ohio, USA. Invånarantalet är 22 581 (2010). Den har enligt United States Census Bureau en area på 28,8 km². 